# Камперио, Манфредо
Манфредо Камперио (итал. Manfredo Camperio; 1826, Милан — 1899) — итальянский путешественник и географ.

## Биография
Участвовал в восстании против австрийского правительства и был заключен в тюрьму. Был освобождён в 1848, принимал участие в походе против Австрии, командуя отрядом волонтёров, был ранен, в 1849 оставил военную службу и совершил путешествия сначала в Турцию, потом в Австралию, в качестве золотоискателя.
В 1859 и 1866 гг. сражался против Австрии. Во время открытия Суэцкого канала Камперио совершил путешествие в Египет, где поднялся по Нилу до Асуана, затем объехал Индию, Цейлон и Яву; описания его путешествий были напечатаны в «Perseveranza». В 1876 Камперио основал журнал «Esploratore» и «Общество для коммерческого исследования Африки». В качестве его вице-президента Камперио совершил в 1879—1880 гг. путешествия в Тунис и Триполи, в 1881 г. — в Бенгази.